# Sansevero-kápolna
A Sansevero-kápolna (olaszul Cappella dei Sansevero vagy Cappella Sansevero de' Sangri, hivatalos nevén Santa Maria della Pietà, népies nevén La Pietatella) egy barokk templom Nápolyban (Piazza San Domenico Maggiore).

## Leírása
A San Domenico Maggiore templomtól északra helyezkedik el, Nápoly történelmi óvárosában. Építése 1590-re tehető, mikor a Sansevero hercegek saját kápolnát építtettek a palotájukhoz közel. Végső formáját Raimondo di Sangro hercegnek köszönheti.
A kápolna három sajátos szoborral büszkélkedik. Ezek a késő barokk túldíszítés példái. A Fátyolozott igazság (más nevén szerénység vagy erkölcsösség) Antonio Corradini 1750-ben elkészült műve, Raimondo di Sangro édesanyjának, Cecilia Gaetani d'Aragona hercegnőnek a síremléke. A Krisztus a lepel alatt (más néven Fátyolozott Krisztus) hasonló az előbbi szoborhoz, 1753-ban alkotta Giuseppe Sanmartino. A harmadik szobor a Szabadulás a megtévesztettségből a genovai Francesco Queirolo műve, és Raimondo apjának sírját díszíti.

## További információ
- A Wikimédia Commons tartalmaz Sansevero-kápolna témájú kategóriát.